# Соркол
Сорко́л (каз. Соркөл) — село у складі Кзилкогинського району Атирауської області Казахстану. Входить до складу Мукурського сільського округу.
У радянські часи село називалось Сорколь.
Населення — 32 особи (2021; 151 у 2009, 257 у 1999, 418 у 1989).